# Patakfalvi Sámuel
Vitéz Patakfalvi Sámuel  (Székelykeresztúr, 1922. május 23. – Budapest,  2013. november 16.) közgazdász.

## Életútja
Patakfalvi József és Patakfalvi Irma harmadik gyermekeként született. Elemi és középiskolai tanulmányait a székelykeresztúri Orbán Balázs Gimnáziumban végezte. Kisbirtokos családban nőtt fel, így a tanulás mellett a nehéz mezei munkának is részese volt. 1940-ben érettségizett, abban az évben amikor Székelykeresztúrt Észak-Erdély részeként visszacsatolták Magyarországhoz. Ennek következtében beiratkozhatott a Budapesti Magyar királyi József nádor Műszaki és Gazdaságtudományi Egyetem közgazdasági karára, amit 1945-ben az utolsó vizsgáig sikeresen elvégzett. Mint unitárius diák diákéveiben a Rákos utcai Misszióház bentlakó diákja volt, amely 1940-1945 között sok Budapesten tanuló erdélyi fiatalnak biztosított szállást. Itt ismerkedett meg későbbi feleségével, Csiki Klárával, dr. Csiki Gábor unitárius püspöki helynök nagyobbik lányával.
1945-ben a szétbombázott Budapestről menyasszonyával Székelykeresztúrra „menekültek”, ahol megkezdődhetett házaséletük. Itt születtek gyermekeik: 1948-ban Péter, 1952-ben Judit. 1948 után, az államosítás következtében minden tulajdonukat elveszítették, és nagy nehezen tudott álláshoz jutni. Kezdetben Székelyudvarhelyen főkönyvelő, majd Kézdivásárhelyen át 1955-ben Marosvásárhelyre került. Itt dolgozott nyugdíjas koráig mint főkönyvelő a tartományi, majd a megyei mezőgazdasági trösztnél. 1982-től nyugdíjazása évétől, 1990-ig élhetett teljes energiájával hobbijának, a régi tárgyak gyűjtésének.
A rendszerváltozás éveiben, 68 éves korában telepedtek vissza az anyaországba. Feleségével történt levelezésüket megjelentették könyv formájában is.

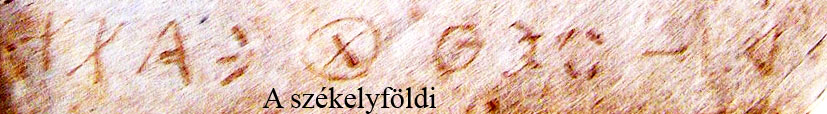
A „székelyföldi” felirat rovással, 1776–1785 között keletkezett (Patakfalvi Biblia)

2004-ben vitézzé avatták édesapja, Patakfalvi József első világháborúban szerzett harci érdemei alapján. Továbbra is hobbijának élt, a régi tárgyak gyűjtésének. Birtokában volt egy olyan Biblia, amelyben rovásírásos bejegyzés található.
2013. november 16-án, 92. életévében hunyt el Budapesten. Hamvait a családja két temetőben helyezte el, egyrészt a Farkasréti temetőben felesége és a családja sírjában,  valamint Székelykeresztúron, a saját ősi családi sírban.